# Hibernacja (informatyka)
Hibernacja – stan, w którym komputer jest wyłączony, ale zawartość jego pamięci ulotnej zachowana jest na nośniku pamięci stałej (np. dysku twardym). Podczas wyprowadzania ze stanu hibernacji (wznawiania) dane z dysku zostają z powrotem przeniesione do pamięci operacyjnej. Powoduje to, że po wznowieniu komputera jego stan jest identyczny jak w chwili jego wprowadzania w stan hibernacji. Jest to przydatne w sytuacjach, gdy korzysta się z komputera kilka razy dziennie, ale z dużymi przerwami lub istnieje konieczność jego odłączenia od źródła energii elektrycznej - można wtedy nie tracić np. otwartej strony WWW czy aktualnie odtwarzanej muzyki.

## Wspierające systemy operacyjne

### Windows
W systemach operacyjnych firmy Microsoft hibernacja po raz pierwszy pojawiła się w Windows 98 i obecna jest w kolejnych wersjach desktopowych i serwerowych.

### macOS
W systemach macOS hibernacja zaimplementowana jest pod nazwą Safe Sleep, poczynając od wersji 10.4.

### Linux
W Linuksie dostępne jest kilka rozwiązań hibernacji, w tym: swsusp (zawarte w kernelu), TuxOnIce (jako łaty na kernel 2.6) i uswsusp.